# Nils Ericsson Correa
Nils Curt José Ericsson Correa (Lima, 8 de mayo de 1933-Ibídem, 3 de octubre de 2014) fue un ingeniero agrónomo y político peruano. Ministro de Agricultura (1980-1982) en el segundo gobierno de Fernando Belaúnde.

## Biografía
Hijo de Sven Ericsson Linqkvist y María Rosa Correa Elías. Su padre, de origen sueco, fue un explorador y colonizador de la selva peruana. Cursó sus primeros estudios en Tingo María. Su educación secundaria la realizó en Lima, en el Colegio Santa María. Ingresó a la Universidad Agraria de La Molina, de donde egresó como ingeniero agrónomo en 1955.
Se dedicó a su profesión y empezó trabajando con Emilio Guimoye, colonizador de la selva, que había sido ministro de Manuel A. Odría. Luego trabajó por cuenta propia. En 1962, la Junta Militar lo nombró alcalde de Bagua, cargo que le fue ratificado en Cabildo Abierto, ya bajo el primer gobierno de Fernando Belaúnde.
Posteriormente, se trasladó a Chiclayo donde se dedicó al cultivo del arroz y de otros productos. Fue presidente de la Asociación Nacional de Productores de Arroz y presidente del Comité de Algodón. Entre 1977 y 1978 estuvo en el Ecuador.
En 1979 se afilió al partido Acción Popular y formó parte del equipo que diseñó el plan de gobierno, con miras a las elecciones generales de 1980. Obtenido el triunfo en estas elecciones, el presidente Fernando Belaúnde lo designó como ministro de Agricultura de su primer gabinete ministerial (presidido por Manuel Ulloa), que juró el 28 de julio de 1980.
Durante su gestión como ministro, enfrentó la escasez del azúcar, ocasionada por la sequía. Impulsó una Ley de Promoción Agropecuaria y la Ley Orgánica del Sector Agricultura. Consideró como mayor logro la ampliación de la frontera agrícola, pese a las dificultades de orden climático.  Sin embargo, la crisis de la producción, el alza de los comestibles y los defectos de la comercialización llevó a que su gestión fuera criticada por la oposición, incluso por  parte de los miembros de su mismo partido. Cuando se produjo en septiembre de 1982 la interpelación al gabinete Ulloa, Izquierda Unida formuló un pedido de acusación constitucional contra Ericsson y contra el ministro de Justicia Felipe Osterling, por delitos de concusión y fraude en agravio del Estado, que no prosperó.
Dejó el ministerio de Agricultura el 31 de diciembre de 1982. Se trasladó a Tarapoto, donde se dedicó al cultivo de arroz.
En los años 2000 fue director de la Comisión Nacional para el Desarrollo y Vida sin Drogas (Devida), cargo que la prensa motejaba como la de un “Zar antidrogas”. Tuvo un papel muy importante en el éxito de la política de los cultivos alternativos en el marco de la lucha contra el narcotráfico.